# Verona Volley Femminile 2011-2012
Questa voce raccoglie le informazioni riguardanti il Verona Volley Femminile nelle competizioni ufficiali della stagione 2011-2012.

## Organigramma societario
Area direttiva
- Presidente: Samuele Zambon

Area tecnica
- Allenatore: Giorgio Nibbio
- Allenatore in seconda: Marcello Marchesi
- Scout man: Matteo Gadioli

Area sanitaria
- Medico: Roberto Filippini
- Preparatore atletico: Marcello Marchesi
- Fisioterapista: Marco Zenato

## Rosa
| N° | Nome              | Ruolo | Data di nascita   | Nazionalità sportiva |
| -- | ----------------- | ----- | ----------------- | -------------------- |
| 2  | Fabiana Brutti    | C     | 9 aprile 1985     | Italia               |
| 3  | Serena Masino     | P     | 24 aprile 1983    | Italia               |
| 4  | Ana Radicheva     | S     | 10 marzo 1987     | Bulgaria             |
| 5  | Martina Bosio     | S     | 7 febbraio 1993   | Italia               |
| 6  | Elitza Krasteva   | L     | 17 ottobre 1982   | Italia               |
| 7  | Federica Zampieri | C     | 11 luglio 1992    | Italia               |
| 10 | Sonja Percan      | S/O   | 5 maggio 1981     | Croazia              |
| 11 | Diana Marc        | S     | 17 agosto 1979    | Italia               |
| 12 | Michela Catena    | S     | 11 settembre 1991 | Italia               |
| 13 | Flavia Assirelli  | C     | 26 settembre 1990 | Italia               |
| 14 | Alessia Orlandi   | P     | 23 dicembre 1988  | Italia               |
| 17 | Benedetta Marcone | L     | 7 maggio 1993     | Italia               |
| 18 | Michela Moschini  | L     | 9 ottobre 1993    | Italia               |

## Risultati

### Serie A2

#### Girone di andata
| 1ª giornata - 9 ottobre 2011 PalaGeorge, Montichiari             | Verona              | 3 - 1 | San Vito       | 25-13, 21-25, 25-20, 25-19        |
| 2ª giornata - 16 ottobre 2011 PalaSchiavo, Battipaglia           | Pontecagnano Faiano | 0 - 3 | Verona         | 28-30, 18-25, 22-25               |
| 3ª giornata - 23 ottobre 2011 PalaGeorge, Montichiari            | Verona              | 0 - 3 | IHF            | 18-25, 28-30, 24-26               |
| 4ª giornata - 30 ottobre 2011 PalaParenti, Santa Croce sull'Arno | Santa Croce         | 3 - 0 | Verona         | 25-21, 25-18, 25-11               |
| 5ª giornata - 6 novembre 2011 PalaRota, Mercato San Severino     | Rota                | 1 - 3 | Verona         | 25-15, 20-25, 12-25, 18-25        |
| 6ª giornata - 13 novembre 2011 PalaGeorge, Montichiari           | Verona              | 3 - 1 | Casalmaggiore  | 25-23, 18-25, 25-23, 25-20        |
| 7ª giornata - 20 novembre 2011 PalaBertoni, Crema                | Crema               | 3 - 0 | Verona         | 25-23, 25-16, 26-24               |
| 8ª giornata - 27 novembre 2011 PalaGeorge, Montichiari           | Verona              | 3 - 2 | Terre Verdiane | 7-25, 25-23, 25-16, 20-25, 15-11  |
| 9ª giornata - 4 dicembre 2011 PalaGeorge, Montichiari            | Verona              | 3 - 2 | Antares        | 21-25, 25-19, 20-25, 25-23, 15-10 |
| 10ª giornata - 8 dicembre 2011 Palazzetto dello Sport, Monza     | Busnago             | 0 - 3 | Verona         | 21-25, 12-25, 20-25               |
| 11ª giornata - 11 dicembre 2011 PalaGeorge, Montichiari          | Verona              | 2 - 3 | Forlì          | 25-23, 18-25, 25-23, 24-26, 7-15  |
| 12ª giornata - 18 dicembre 2011 PalaSassi, Matera                | Time Matera         | 3 - 2 | Verona         | 25-18, 21-25, 25-19, 23-25, 15-12 |
| 13ª giornata - 26 dicembre 2011 PalaGeorge, Montichiari          | Verona              | 0 - 3 | Loreto         | 28-30, 20-25, 25-27               |
| 14ª giornata - 8 gennaio 2012 Palazzetto dello Sport, Giaveno    | Cuatto Giaveno      | 3 - 0 | Verona         | 25-23, 25-23, 26-24               |
| 15ª giornata - 15 gennaio 2012 PalaGeorge, Montichiari           | Verona              | 1 - 3 | Soverato       | 25-20, 21-25, 21-25, 21-25        |

#### Girone di ritorno
| 16ª giornata - 22 gennaio 2012 PalaMacchitella, San Vito dei Normanni | San Vito       | 3 - 2 | Verona              | 17-25, 25-21, 15-25, 25-20, 15-11 |
| 17ª giornata - 29 gennaio 2012 PalaGeorge, Montichiari                | Verona         | 3 - 0 | Pontecagnano Faiano | 25-13, 30-28, 25-18               |
| 18ª giornata - 29 febbraio 2012 Palazzetto dello sport, Frosinone     | IHF            | 1 - 3 | Verona              | 25-22, 21-25, 22-25, 18-25        |
| 19ª giornata - 12 febbraio 2012 PalaGeorge, Montichiari               | Verona         | 0 - 3 | Santa Croce         | 16-25, 21-25, 19-25               |
| 20ª giornata - 19 febbraio 2012 PalaGeorge, Montichiari               | Verona         | 3 - 1 | Rota                | 25-19, 25-20, 19-25, 28-26        |
| 21ª giornata - 25 febbraio 2012 PalaBaslenga, Casalmaggiore           | Casalmaggiore  | 3 - 0 | Verona              | 25-22, 25-16, 25-19               |
| 22ª giornata - 11 marzo 2012 PalaGeorge, Montichiari                  | Verona         | 2 - 3 | Crema               | 25-23, 21-25, 25-21, 12-25, 11-15 |
| 23ª giornata - 18 marzo 2012 PalaLiabel, Salsomaggiore Terme          | Terre Verdiane | 3 - 2 | Verona              | 20-25, 25-22, 25-19, 17-25, 15-8  |
| 24ª giornata - 25 marzo 2012 PalaPozzillo, Sala Consilina             | Antares        | 1 - 3 | Verona              | 10-25, 19-25, 26-24, 22-25        |
| 25ª giornata - 1º aprile 2012 PalaGeorge, Montichiari                 | Verona         | 1 - 3 | Busnago             | 25-14, 22-25, 17-25, 15-25        |
| 26ª giornata - 7 aprile 2012 PalaRomiti, Forlì                        | Forlì          | 2 - 3 | Verona              | 25-12, 15-25, 17-25, 25-19, 11-15 |
| 27ª giornata - 15 aprile 2012 PalaGeorge, Montichiari                 | Verona         | 3 - 0 | Time Matera         | 25-22, 25-20, 25-16               |
| 28ª giornata - 22 aprile 2012 PalaSerenelli, Loreto                   | Loreto         | 3 - 0 | Verona              | 25-15, 25-20, 25-21               |
| 29ª giornata - 25 aprile 2012 PalaGeorge, Montichiari                 | Verona         | 0 - 3 | Cuatto Giaveno      | 16-25, 20-25, 22-25               |
| 30ª giornata - 29 aprile 2012 PalaScoppa, Soverato                    | Soverato       | 3 - 0 | Verona              | 25-14, 25-21, 25-22               |